# Panda Security
熊貓安全公司（英語：Panda Security SL）是一家1990年在西班牙成立的電腦安全公司。總部位於毕尔巴鄂市。該公司由其前CEO，Mikel Urizarbarrena所創立。一開始該公司只專注於開發與生產防毒軟體；後來他擴展其產品線，目前涵蓋了防火牆軟體、反垃圾電郵軟體、反間諜軟體、資訊犯罪防護、反駭客、反撥號器、反WiFi入侵、攔截不適宜的網站，與其他面向一般家庭或企業使用者的系統管理和安全工具。
熊貓安全公司與其他防毒公司（如：Avast, Avira，BitDefender，ESET, F-Secure，卡巴斯基，McAfee，Sophos和賽門鐵克等）相互競爭。
熊貓安全公司的商標技術叫做TruPrevent，具有一系列主動的功能，能攔截未知病毒的入侵。於2007年，熊貓安全公司引入了新的集體智慧安全模型，它運用網格計算來收集、識別、並偵測惡意軟體。
熊貓安全公司於2009年11月推出了它第一個雲端安全服務，面向一般家庭使用者和企業伺服器。2015年3月12日，一次更新使得其旗下的安全軟體誤判己身為惡意軟體。

## 關於熊貓安全公司
熊貓安全公司在2005年時是世界上第四大的防毒軟體廠商，市佔率達3.2%。該公司原本由Urizarbarrena持有100%的股份。不過於2007年4月24日該公司宣佈，它將賣出75%的股份给南歐的投資公司Investindustrial和私人股本公司Gala Capita。於2007年7月30日，該公司將公司的名字由「熊貓軟體公司」改為「熊貓安全公司」，並由Jorge Dinares接任Mikel Urizarbarrena的位子。於幾乎一年後的2008年6月3日，由於產品銷售不佳，董事會表決決議Dinares下台，並由原CFO(首席財務官)Juan Santana接任。Santana在2011年9月退休，由Jose Sancho取代其CEO的位子。
Gartner分析公司將熊貓安全公司評為科技創新者。熊貓安全公司立下了科技業的里程碑：它是安全公司的先驅者，例如：SaaS的概念(將安全作為一種服務，Security as a Service)或基於雲端運算(也就是熊貓安全公司所謂的「集體智慧」)的防毒保護。
熊貓安全公司的CEO表示，集體智慧安全模型的主要優勢在於它會主動的掃描威脅，使得它更快、更有效率的偵測並識別惡意軟體，而不像其他公司的產品一樣被動的執行掃描。
熊貓安全公司在美國、德國、澳洲、比利時、荷蘭、法國、英國、瑞典、芬蘭、西班牙和日本設有子公司；此外，它在其他44個國家有經銷權。美國子公司自2007年起有5次管理階層的變更，直到2009年將本部移到奧蘭多 (佛羅里達州)。
2009年晚期，熊貓安全公司和Web of Trust（WOT）建立合作關係，聯手打擊电脑病毒。
熊貓安全公司在2012年時是世界上第十大的防毒軟體廠商，市佔率達2％。

## TruPrevent
TruPrevent是熊貓安全公司逾2003年發展出的一套技術，提供家用和企業電腦主動式的保護。相對的，其他傳統的防毒軟體只能提供被動式的保護。
TruPrevent可以偵測並攔截許多新型惡意軟體常用的攻擊技巧，而辨識這些技巧的規則則隨著每日新出現的漏洞而發展。
由於每天新產生的惡意軟體數量相當大。熊貓安全實驗室PandaLabs，於2007年平均每天偵測到3000個新樣本；於2009年則是每天35000個)，因此熊貓安全於2007年發展出了一套保護系統，它可以即時且自動掃描、偵測並識別出惡意程式。這種安全模型熊貓安全叫它作「集體智慧」，並作為他們雲端安全服務的基礎。
熊貓安全將這個新技術加到了他們防毒軟體家用版2009以後的版本以及他們的新產品：熊貓雲端防毒軟體（現稱：熊貓免費防毒軟體）中。他們宣稱後者為史上第一個提供雲端防護的防毒軟體。
這些防毒產品只內建造成大部分感染的惡意軟體的資訊，其餘的資訊儲存在熊貓安全的知識庫中。當有需要時，防毒軟體會藉由網際網路連線至知識庫取得這些資訊。在這種架構下，防毒軟體可以即時抵禦數千種新威脅，並使用社群知識庫提供更強的防護，而不會耗費太多電腦資源。

## 評測
在AV comparatives於2010年2月的評測中，熊貓安全的偵測率在20個受測的廠商中排名第三；它的誤判率則排名第16。
熊貓安全自2002年起就未曾參與過Virus Bulletin的評測。
Checkvir連續評測熊貓安全數年。在過去五年來熊貓安全在每次評測中所獲得的評價都是「標準」。他們曾獲得兩次「優等」的評價。
熊貓安全於2010年3月成為第一家在純雲端防護方面獲得ICSA認證的廠商。
熊貓安全在PCMag雜誌的2015年免費防毒軟體及工具介紹中，被評選為「最佳選擇」(editor's choice)。

## 外部連結
- Panda Security USA （页面存档备份，存于）